# Kapušianske Kľačany
Kapušianske Kľačany este o comună slovacă, aflată în districtul Michalovce din regiunea Košice. Localitatea se află la altitudinea de 102 m deasupra n.m., se întinde pe o suprafață de 20,28 km2 și în 2017 număra 941 de locuitori.

## Istoric
Localitatea Kapušianske Kľačany este atestată documentar din 1315.

## Demografie
| An:                | 1994 | 2004    | 2014    | 2024   |
| ------------------ | ---- | ------- | ------- | ------ |
| Număr de persoane: | 738  | 822     | 922     | 976    |
| Diferență:         |      | +11,38% | +12,16% | +5,85% |

| An:                | 2023 | 2024   |
| ------------------ | ---- | ------ |
| Număr de persoane: | 949  | 976    |
| Diferență:         |      | +2,84% |